# Ochoden
Ochoden – miejscowość w Bułgarii położona opodal miasta Wraca.
W Ochoden odkryto być może najstarsze miejsce kultu solarnego, obiekt ten powstał ok. 8 tys. lat temu (może być starszy od znanego Stonehenge o około trzy tysiące lat).
Sanktuarium było zbudowane z tysięcy ton ziemi i gliny, z których usypano wał kilkumetrowej wysokości na planie podkowy. Przez otwartą część w dniu przesilenia 22 czerwca padał promień słońca na umieszczony wewnątrz sanktuarium ołtarz. Odkopano też szkielet mężczyzny (być może złożonego w ofierze) oraz dwanaście dysków glinianych i kamiennych, symbolizujących tarczę słoneczną.